# 临沭园蛛
临沭园蛛（学名：Araneus linshuensis）为园蛛科园蛛属的动物。在中国大陆，分布于山东等地。该物种的模式产地在山东。